# Volvo Philip
La Volvo Philip è una concept car costruita dalla Volvo nel 1952. 

## Il contesto
Progettata per il mercato statunitense fu per questo motivo equipaggiata con un propulsore V8 capace di 120 CV (89 kW) sviluppati al regime di 4000 giri/min. Era dotata di pneumatici con fascia bianca e un accenno di pinne. 
La linea era ispirata alle auto americane ed era simile alla Kaiser Dragon. Il design fu opera di Jan Wilsgaard che disegnò anche la Volvo Amazon. 
Il progetto della Volvo Philip fu tuttavia cancellato e il modello non raggiunse mai la produzione. Ne fu realizzato un solo esemplare. 
Tuttavia il propulsore V8 che la equipaggiava entrò in produzione nel 1956. Tale propulsore è conosciuto per la sua robustezza e affidabilità ma anche per l'elevato consumo. La produzione del V8 terminò nel 1973.
La Philip in seguito è entrata a far parte del Volvo Museum.